# Левченки (Полтавський район)
Левченки́ — село в Україні, у Зіньківській міській громаді Полтавського району Полтавської області. Населення становить 178 осіб. До 2020 орган місцевого самоврядування — Удовиченківська сільська рада.

## Географія
Село знаходиться на відстані до 1,5 км від сіл Удовиченки, Зайці та Руденки-Гончарі.
Селом протікає річка Сільчин.

## Історія
Жертвами голодомору 1932—1933 років стало 35 осіб.
12 червня 2020 року, відповідно до розпорядження Кабінету Міністрів України № 721-р «Про визначення адміністративних центрів та затвердження територій територіальних громад Полтавської області», село увійшло до складу Зіньківської міської громади.
19 липня 2020 року, в результаті адміністративно - територіальної реформи та ліквідації Зіньківського району, село увійшло до складу новоутвореного Полтавського району Полтавської області.

## Населення

### Мова
Розподіл населення за рідною мовою за даними перепису 2001 року:
| Мова       | Кількість | Відсоток |
| ---------- | --------- | -------- |
| українська | 164       | 92.13%   |
| вірменська | 12        | 6.75%    |
| циганська  | 1         | 0.56%    |
| гагаузька  | 1         | 0.56%    |
| Усього     | 178       | 100%     |